# Teyvon Myers
Teyvon Myers (Brooklyn, New York, 15 de junio de 1994) es un jugador de baloncesto estadonundense que actualmente pertenece a la plantilla del TED Kolejliler Ankara de la TBL, la segunda división turca. Con 1,88 metros de estatura, juega en la posición de base y escolta.

## Trayectoria deportiva
Jugó durante dos temporadas en Williston State (2013-2015) y otras dos temporadas en West Virginia Mountaineers (2015-2017) y tras no ser elegido en el Draft de la NBA de 2017, en septiembre de 2017 firmaría con el BC Šiauliai pero días más tarde, rescindiría su contrato con el conjunto lituano.
El 29 de septiembre de 2017, se marcharía a Chipre para debutar como profesional en las filas del Enosis Neon Paralimni B.C. de la Primera División de baloncesto de Chipre, donde promediaría 19 puntos en 22 partidos.
En verano de 2018 se marcha a Suecia para jugar en las filas del Jämtland Basket promediando la cifra de 18.17 por encuentro en la Basketligan.
El 17 de julio de 2019, fichó por el Giessen 46ers de la Basketball Bundesliga, en el que disputa 19 encuentros promediando 15.31 puntos por partido.
En la temporada 2020-21, firma por el Élan Sportif Chalonnais de la LNB Pro A, pero tras disputar 5 partidos rescindiría su contrato con el equipo francés. En la misma temporada, se compromete con el Chorale Roanne Basket de la misma liga, con el que disputa 20 partidos en la LNB Pro A.
En la temporada 2021-22, firma por el Sopron KC de la Nemzeti Bajnokság I/A.
En junio de 2022, firmó con los Ottawa Blackjacks de la Liga Nacional de Baloncesto de Canadá, con los que jugó 3 partidos.
En julio de 2022, juega con Best Virginia el The Basketball Tournament.
En la temporada 2022-23, firma por el FC Porto de la Liga Portuguesa de Basquetebol.